# Flocons d'or
Pour plus de détails, voir Fiche technique et Distribution.
Flocons d'or (Goldflocken) est un film franco-allemand réalisé en 1976 par Werner Schroeter.

## Fiche technique
- Titre : Flocons d'or
- Titre original : Goldflocken
- Réalisation : Werner Schroeter
- Scénario : Werner Schroeter
- Photographie : Werner Schroeter
- Montage : Cécile Decugis et Werner Schroeter
- Production : Margaret Ménégoz
- Société de production : Les Films du Losange, Institut National de l'Audiovisuel, Janus Film und Fernsehen et ZDF
- Société de distribution : Les Films du losange (France)
- Pays de production :  France,  Allemagne de l'Ouest
- Genre : film musical, drame, fantastique et expérimental
- Durée : 163 minutes
- Dates de sortie : 
  - Allemagne de l'Ouest : 20 mai 1976
  - France : 26 mars 1980

## Distribution
- Magdalena Montezuma : Magdalena, Josette, l'ange de la mort
- Ila von Hasperg : Clara, Aline
- Ellen Umlauf : Helena
- Andréa Ferréol : Andréa, Marie
- Bulle Ogier : Âme meurtrie
- Ingrid Caven
- Christine Kaufmann
- Udo Kier